# Marième Faye
Pour les articles homonymes, voir Faye.
Marième Faye ou Mareme Faye, née le 27 mai 1987 à Dakar, est une nageuse sénégalaise. Sa nage de prédilection est le dos.

## Biographie
Aux Championnats d'Afrique de natation 2008 à Johannesbourg, elle est médaillée de bronze du relais 4x100 mètres quatre nages.
Elle dispute l'épreuve de 100 mètres nage libre des Jeux olympiques d'été de 2012 à Londres, mais est éliminée dès le premier tour malgré avoir terminé première de sa série. Sa nage de prédilection est le dos.